# Moonfrost
Moonfrost je švýcarská black metalová kapela založená v září 2001 ve městě Solothurn. Mezi zakládající členy patřili hudebníci s přezdívkami Graven, Thorn a Draugrym.
V roce 2002 vyšla první demonahrávka, první studiové album s názvem Towards the Twilight Realm bylo vydáno v roce 2007.

## Logo
Logo kapely je symetrické, písmena M a T jsou oproti ostatním větší. Písmeno F je stylizováno jako obrácený kříž.

## Diskografie

### Dema
- Demo 2002 (2002)
- Demo 2003 (2003)

### Studiová alba
- Towards the Twilight Realm (2007, Schwarzmetall Musikproduktionen)
- Starfall (2012, Gravity Entertainment)